# ピンカス・ズーカーマン
ピンカス・ズーカーマン（ヘブライ語: פנחס צוקרמן, ラテン文字転写例: Pinchas Zukerman、1948年7月16日 - ）は、イスラエルのテル・アヴィヴ生まれのヴァイオリン奏者、ヴィオラ奏者、指揮者。現在はカナダで活躍し、1998年4月よりオタワ国立芸術センター管弦楽団（NACO）の音楽監督を務めている。

## 人物・来歴
ポーランド系ユダヤ人の両親、イェフダ・ツケルマンとミリアム・リベルマンのもと、テル・アヴィヴに生まれる。ヴァイオリニストの父親から手ほどきを受け、ヴァイオリンを始める。8歳でテル・アヴィヴ音楽院に入学する。12歳の時にイスラエル音楽祭での演奏をアイザック・スターンとパブロ・カザルスに見いだされ、スターンの後見でジュリアード音楽院に留学する。ジュリアードでは名教師イワン・ガラミアン（アイヴァン・ガラミアン）に師事する。1967年、レーヴェントリット国際コンクールで同門のチョン・キョンファと同時に第1位を取得し、以後、欧米各地でソロ活動を行う。ガラミアン門下ならではの美音が魅力で、アメリカ・ヨーロッパで高い人気を得、とりわけイギリスでは大衆的な人気を得ている。
1974年にニュー・フィルハーモニア管弦楽団を振って指揮者デビューをして以来、指揮活動にも本格的に取り組んでいる。1980年から1987年までセントポール室内管弦楽団の音楽監督を務めた。また、ダラス交響楽団やイギリス室内管弦楽団にもしばしば客演をしている。ダニエル・バレンボイムやイツァーク・パールマンとは個人的にも親しく、しばしば共演を重ねている。
ヴァイオリンのみならずヴィオラの演奏家としても知られ、室内楽では東京クヮルテットやパールマンとの共演の録音を残し、またバルトークの協奏曲では1枚のCDにヴァイオリン協奏曲第2番とヴィオラ協奏曲の両方をカップリングしている。ヴァイオリン・ヴィオラ合わせ100点以上の録音があり、そのうち21点がグラミー賞にノミネートされ、2点が入賞した。
2011年4月、福島第一原子力発電所事故による放射能への不安を理由に第16回宮崎国際音楽祭を辞退したジュリアン・ラクリンに代わり、「日本を元気づけたい」と出演を決定した。

## 失言
2021年、ジュリアード音楽院主催のオンラインクラスにて、混血の日本人姉妹2人に対し人種差別的な発言をしたことで非難を浴びた。概要は次のとおりである。
- 姉妹の演奏に対するコメントで「二人で完璧に演奏することを考えるのは控えて、もっとフレーズのことを考えるべき。少しビネガーを足して…いや醤油か！」と笑いながら発言した。
- 歌うように演奏するようアドバイスに加え、「韓国では歌を歌わない」と発言。
- 姉妹の一人が韓国人ではないことを伝えると、「日本でも歌は歌わない」と発言。
- アジア人の訛を真似ながら韓国人が歌を歌えない旨の発言をし、その理由として「彼らの遺伝子に備わっていないから」と説明。

この事実が明らかになり、『ニューヨーク・タイムズ』だけでなく、バイオリニスト・ドットコムなど音楽専門紙も批判記事を掲載した。ジュリアード音楽院は動画から問題になった部分の発言を削除した。ズーカーマンは「私が使った単語は文化的に鈍感なものだった。学生たちに個人的に謝罪の手紙を書き、不快な気持ちになった人々には遺憾に思う」という立場を明らかにした。 一方、ソーシャルメディアで拡散中の映像でズーカーマンは「中国人のみなさんは決してメトロノームを使わない。ただ速くうるさく（演奏）するだけ。みなさんは速くうるさければ最高だと思う。そのように考えるな」と話した。

## 家族・親族
1985年に女優のチューズデイ・ウェルドと結婚するが、1998年に離婚した（ウェルドにとっては3度目の結婚だった）。現在は1998年より関係を続けてきたチェリストのアマンダ・フォーサイスと再々婚しており、NACOへの移籍もアマンダとの仲がからんでいたと言われる。初婚のときにフルート奏者で作家のユージニア・ズーカーマンとの間にもうけた2女のうち、アリアナはオペラ歌手（ソプラノ・リリコ）に、ナターリアはロック歌手になった。